# Alte St.-Christoph-Kirche

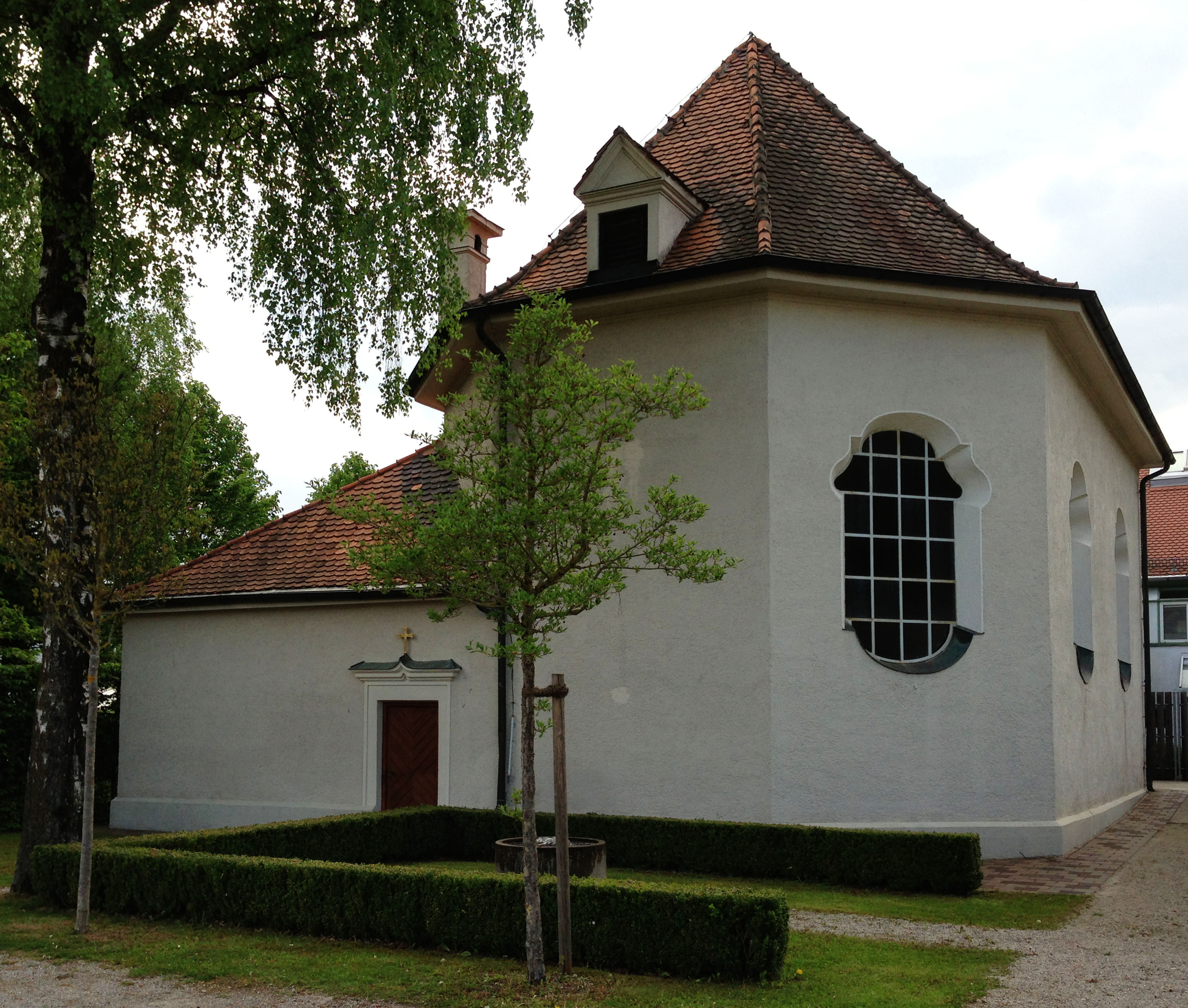
Alte St.-Christoph-Kirche

Die Alte St.-Christoph-Kirche ist eine römisch-katholische Kuratiekirche in der Fasanerie-Nord im Münchner Bezirk Feldmoching-Hasenbergl. Die Adresse lautet Pfarrer-Himmler-Straße 3.
Die Baupläne schuf der Münchner Oberbaurat Hermann Selzer. Das Gebäude ist ein neubarocker Chorbau aus dem Jahr 1926/27; mit Ausstattung. Das Kuratiehaus ist ein zweigeschossiger Walmdachbau.
Die Kirche wurde am 27. Juni 1927 unter dem Patronat des heiligen Christophorus geweiht. Sie ist unter der Denkmalnummer D-1-62-000-269 gelistet.
Die zur Gemeinde gehörende Pfarrkirche St. Christoph, Am Blütenanger 7, wurde 1971 eingeweiht.